# Emil Draitser
Emil Draister (ur. 1937 w Odessie) – rosyjski i amerykański pisarz. 

## Życiorys
Publikował od 1964 literaturę piękna i literaturę faktu na łamach magazynów radzieckich ("Młodość", "Krokodyl", "Gazeta Literacka). 
Pracując jako dziennikarz w Związku Radzieckim, Emil Draitser naraził się władzom za napisanie satyrycznego artykułu i w roku 1974 wyemigrował do Stanów Zjednoczonych. Doktorat z literatury rosyjskiej w 1986 na Uniwersytecie Kalifornijskim. Od 1986 profesor w Hunter College w Nowym Jorku.

## Wybrane publikacje
- Forbidden Laughter, Los Angeles: Almanac Press, 1978, 1980 ISBN 1-49-44725-54
- The Fun House, New York: Possev-USA ISBN 0-911971-03-3
- Techniques of Satire: The Case of Saltykov-Shchedrin, New York-Berlin: Mouton de Gruyter, 1994 ISBN 3-11-012624-9.
- Poterialsia mal'chik, Moscow: Moskovskii rabochii 1993 ISBN 5-239-01632-5.
- Making War, Not Love: Gender and Sexuality in Russian Humor, New York: St. Martin's Press, 2000 ISBN 1-499-20758-1
- Taking Penguins to the Movies: Ethnic Humor in Russia, Detroit: Wayne State University Press, 1999 ISBN 0-8143-2327-8
- Russkie poety XIX veka, Tenafly, NJ: Hermitage Publishers, 1999, 2000 ISBN 1-4929-5344-X
- The Supervisor of the Sea and Other Stories, Riverside, CA: Xenos Books, 2003 ISBN 1-879378-47-7
- Kto ty takoi: Odessa Memoir 1945-53, Baltimore: Seagull Press, 2003 ISBN 0-9714963-4-X
- Shush! Growing up Jewish under Stalin: A Memoir, Berkeley, CA: University of California Press, September 2008, ISBN 978-0-520-25446-6
- Stalin's Romeo Spy: The Remarkable Rise and Fall of the KGB's Most Daring Operative, Evanston, IL: Northwestern University Press, April 2010, ISBN 978-0-8101-2664-0
- Agent Dmitri: The Secret History of Russia's Most Daring Spy, London, UK: Duckworth Publishers, October 2012, ISBN 978-0715643778
- Na kudykinu goru, Baltimore, MD: Seagull Press, November 2012, ISBN 978-0-9829113-6-5

## Publikacje w języku polskim
- Wesele w Brighton Beach i inne opowiadania, przeł. Bella Szwarcman-Czarnota, Warszawa: Stowarzyszenie Midrasz 2008, ISBN 978-83-926515-0-5
- Szpieg Stalina, przeł. Jan Kabat, Warszawa: AMF Plus Group 2014.